# Babina Rijeka (Donji Kukuruzari)
Babina Rijeka falu Horvátországban, a Sziszek-Monoszló megyében. Közigazgatásilag Donji Kukuruzari községhez tartozik.

## Fekvése
Sziszek városától légvonalban 26, közúton 39 km-re délre, községközpontjától 3 km-re délnyugata, a Babina-patak partján fekszik. 

## Története
Babina Rijeka a török kiűzése után betelepített falvak közé tartozik. Az 1683 és 1699 között zajlott felszabadító harcokat a karlócai béke zárta le, melynek eredményeként a török határ az Una folyóhoz került vissza. Az első pravoszláv népesség 1690 körül érkezett. Ők Boszniából a bosanska dubicai moštanicai monostor szerzeteseivel és Ljubojević Atanáz metropolita vezetésével érkeztek és megalapították a közeli komogovinai pravoszláv kolostort. 1696-ban a szábor a bánt tette meg a Kulpa és az Una közötti határvédő erők parancsnokává, melyet hosszas huzavona után 1704-ben a bécsi udvar is elfogadott. Ezzel létrejött a Báni végvidék, horvátul Banovina, vagy Banja. Az osztrák generálisok azonban védelmi célból a Zrínyi-hegység vidékére a török határövezetből érkezett pravoszláv katonákat, köznevükön martalócokat telepítettek be azokat, akik korábban török szolgálatban éppen a horvát falvak és városok fosztogatását végezték. Ekkor már nemcsak a határövezetből, hanem Hercegovina, Nyugat-Szerbia, Montenegró, Koszovó és Metohija, valamint Bosznia más vidékeiről is számos szerb család érkezett. Ezzel e vidék etnikai összetétele véglegesen megváltozott.
A falu első írásos említése 1697-ben történt „Babina Reka” alakban. 1773-ban az első katonai felmérés térképén már „Dorf Babina Rieka” néven szerepel. Lipszky János 1808-ban Budán kiadott repertóriumában már „Babinarieka” néven szerepel.  Nagy Lajos 1829-ben kiadott művében „Babinarieka” néven 82 házzal és 407 lakossal találjuk. A Petrinya központú második báni ezredhez tartozott. A katonai közigazgatás megszüntetése után Zágráb vármegye részeként a Petrinyai járásának része volt. 1857-ben 215, 1910-ben 321 lakosa volt. 1918-ban az új szerb-horvát-szlovén állam, majd később Jugoszlávia része lett. 
Különösen nehéz időszakot élt át a térség lakossága a II. világháború alatt. 1941-ben a németbarát Független Horvát Állam része lett, de a lakosság egy része felkelt az új rend ellen. A délszláv háború előtt lakosságának 89%-a szerb, 10%-a horvát nemzetiségű volt. 1991. június 25-én a független Horvátország része lett. A délszláv háború idején szerb lakossága a szerb erőkhöz csatlakozott. A Krajinai Szerb Köztársasághoz tartozott. A falut 1995. augusztus 7-én a Vihar hadművelettel foglalta vissza a horvát hadsereg. A szerb lakosság többsége elmenekült és helyükre a boszniai Szávamentéről, Közép-Boszniából és Banja Luka környékéről horvát lakosság érkezett. A településnek 2011-ben 73 lakosa volt.

## Népesség
| Lakosság változása | Lakosság változása | Lakosság változása | Lakosság változása | Lakosság változása | Lakosság változása | Lakosság változása | Lakosság változása | Lakosság változása | Lakosság változása | Lakosság változása | Lakosság változása | Lakosság változása | Lakosság változása | Lakosság változása | Lakosság változása |
| ------------------ | ------------------ | ------------------ | ------------------ | ------------------ | ------------------ | ------------------ | ------------------ | ------------------ | ------------------ | ------------------ | ------------------ | ------------------ | ------------------ | ------------------ | ------------------ |
| 1857               | 1869               | 1880               | 1890               | 1900               | 1910               | 1921               | 1931               | 1948               | 1953               | 1961               | 1971               | 1981               | 1991               | 2001               | 2011               |
| 215                | 214                | 225                | 273                | 279                | 321                | 324                | 332                | 275                | 291                | 258                | 206                | 193                | 189                | 72                 | 73                 |